# 합천대로
합천대로(Hapcheon-daero)는 경상남도 산청군 생비량면 생비량 교차로와 경상남도 합천군 율곡면 지릿재터널을 잇는 경상남도의 도로이다.

## 역사
- 1999년 7월 20일 : 대양우회도로(합천군 대양면 덕정리 ~ 대목리) 2.04km 구간 개통, 기존 1.72km 구간 폐지[1]
- 1999년 12월 21일 : 쌍백우회도로(합천군 쌍백면 평구리 ~ 하신리) 1.74km 구간 개통, 기존 1.02km 구간 폐지[2]
- 2004년 11월 19일 : 합천우회도로, 합천 ~ 쌍림간 도로 일부(합천군 대양면 정양리 ~ 율곡면 율진리) 5.5km 구간 확장 개통[3], 기존 합천군 대양면 정양리 ~ 합천읍 금양리 4.1km 구간 폐지[4]
- 2006년 12월 26일 : 합천 ~ 쌍림간 도로(합천군 율곡면 와리 ~ 고령군 쌍림면 합가리) 5.4km 구간 확장 개통[5], 기존 6.6km 구간 폐지[6]
- 2008년 2월 4일 : 쌍백 ~ 합천간 도로(합천군 대양면 대목리 ~ 정양리) 3.74km 구간 확장 개통[7], 기존 구간 폐지[8]
- 2008년 9월 10일 : 합천 ~ 쌍림간 도로(합천군 율곡면 율진리 ~ 와리) 2.6km 구간 확장 개통[9], 기존 2.7km 구간 폐지[10]
- 2009년 7월 10일 : 2개 이상 시·도에 걸쳐 있는 도로로 합천대로를 고시[11]
- 2009년 12월 31일 : 쌍백 ~ 합천간 도로 1공구(합천군 쌍백면 장전리 ~ 대양면 덕정리) 8.6km 구간 확장 개통[12], 기존 구간 폐지[13]
- 2015년 9월 21일 : 생비량 ~ 쌍백간 도로(의령군 대의면 마쌍리 ~ 합천군 쌍백면 평구리) 7.8km 구간 확장 개통, 기존 6.6km 구간 폐지[14]
- 2015년 11월 20일 : 생비량 ~ 쌍백간 도로(의령군 대의면 마쌍리 ~ 합천군 삼가면 어전리) 1.0km 구간 확장 개통[15]

## 주요 경유지
경상남도
- 산청군 생비량면 - 의령군 대의면 - 합천군 (삼가면 · 쌍백면 · 대양면 · 합천읍 · 율곡면)

## 노선
| 이름                              | 접속 노선                                        | 소재지        | 소재지                                    | 비고                                                                                    |
| 대신로와 직결                     | 대신로와 직결                                    | 대신로와 직결 | 대신로와 직결                             | 대신로와 직결                                                                           |
| --------------------------------- | ------------------------------------------------ | ------------- | ----------------------------------------- | --------------------------------------------------------------------------------------- |
| 생비량 교차로                     | 국도 제20호선 (지리산대로) 지리산대로4763번길    | 산청군        | 생비량면                                  | 국도 제20, 33호선 구간                                                                  |
| 송계교                            |                                                  | 산청군        | 생비량면                                  | 국도 제20, 33호선 구간                                                                  |
| 대의1교                           |                                                  | 의령군        | 대의면                                    | 국도 제20, 33호선 구간                                                                  |
| 추산교                            | 망용로 망용로1길                                 | 의령군        | 대의면                                    | 국도 제20, 33호선 구간                                                                  |
| 대의 교차로                       | 국도 제20호선 (의령대로) 대의로                  | 의령군        | 대의면                                    | 국도 제20, 33호선 구간                                                                  |
| 대의2교                           |                                                  | 의령군        | 대의면                                    | 국도 제33호선 구간                                                                      |
| 어전터널                          |                                                  | 합천군        | 삼가면                                    | 국도 제33호선 구간 연장 30m                                                             |
| 신평 교차로                       | 모의로                                           | 합천군        | 삼가면                                    | 국도 제33호선 구간                                                                      |
| 신전천1교 신전천2교               |                                                  | 합천군        | 삼가면                                    | 국도 제33호선 구간                                                                      |
| 용흥 교차로                       | 용흥길                                           | 합천군        | 삼가면                                    | 국도 제33호선 구간 합천 방면 진입 불가 산청 방면 진출 불가                              |
| 신전천3교                         |                                                  | 합천군        | 삼가면                                    | 국도 제33호선 구간                                                                      |
| 삼가1터널                         |                                                  | 합천군        | 삼가면                                    | 국도 제33호선 구간 합천 방면 연장 690m 산청 방면 연장 643m                              |
| 삼가 교차로                       | 봉두길                                           | 합천군        | 삼가면                                    | 국도 제33호선 구간                                                                      |
| 삼가2터널                         |                                                  | 합천군        | 삼가면                                    | 국도 제33호선 구간 합천 방면 연장 431m 산청 방면 연장 444m                              |
| 외초천교                          |                                                  | 합천군        | 삼가면                                    | 국도 제33호선 구간                                                                      |
| 양전 교차로                       | 국가지원지방도 제60호선 (삼가로)                 | 합천군        | 삼가면                                    | 국도 제33호선 구간 국가지원지방도 제60호선 구간 합천 방면 진출 불가 산청 방면 진입 불가 |
| 평구리                            | 국가지원지방도 제60호선 (쌍백중앙로)             | 합천군        | 쌍백면                                    | 국도 제33호선 구간 국가지원지방도 제60호선 구간 합천 방면 진입 불가 산청 방면 진출 불가 |
| 쌍백교                            |                                                  | 합천군        | 쌍백면                                    | 국도 제33호선 구간                                                                      |
| 쌍백터널                          |                                                  | 합천군        | 쌍백면                                    | 국도 제33호선 구간 연장 186m                                                            |
| 양천교                            |                                                  | 합천군        | 쌍백면                                    | 국도 제33호선 구간                                                                      |
| 운곡 교차로                       | 쌍백중앙로                                       | 합천군        | 쌍백면                                    | 국도 제33호선 구간 합천 방면 진출 불가 산청 방면 진입 불가                              |
| 하신리                            | 쌍백중앙로                                       | 합천군        | 쌍백면                                    | 국도 제33호선 구간 합천 방면 진입 불가 산청 방면 진출 불가                              |
| 진보교 원전교 장전교              |                                                  | 합천군        | 쌍백면                                    | 국도 제33호선 구간                                                                      |
| 멱곡 교차로                       | 쌍백중앙로 장전2길                               | 합천군        | 쌍백면                                    | 국도 제33호선 구간                                                                      |
| 아등 교차로                       | 쌍백중앙로                                       | 합천군        | 쌍백면                                    | 국도 제33호선 구간 합천 방면 진출 불가 산청 방면 진입 불가                              |
| 함지 교차로                       | 대야로 도리길 함지길                             | 합천군        | 대양면                                    | 국도 제33호선 구간 합천 방면 진입 불가 산청 방면 진출 불가                              |
| 함지1교 함지2교 양산1교 양산2교   |                                                  | 합천군        | 대양면                                    | 국도 제33호선 구간                                                                      |
| 배미동 교차로 합천 나들목         | 14호선 함양울산고속도로 대야로                   | 합천군        | 대양면                                    | 국도 제33호선 구간 나들목 미개통                                                        |
| 관동교 대양교 덕정교              |                                                  | 합천군        | 대양면                                    | 국도 제33호선 구간                                                                      |
| 대양 교차로                       | 지방도 제1011호선 (대야로) 사곡길                | 합천군        | 대양면                                    | 국도 제33호선 구간 합천 방면 진출 불가 산청 방면 진입 불가                              |
| 하니 교차로 (한원교)              | 하니길                                           | 합천군        | 대양면                                    | 국도 제33호선 구간                                                                      |
| 정양 교차로                       |                                                  | 합천군        | 대양면                                    | 국도 제33호선 구간                                                                      |
| (생태통로)                        |                                                  | 합천군        | 대양면                                    | 국도 제33호선 구간 연장 약 30m                                                          |
| 합천 교차로                       | 동부로                                           | 합천군        | 대양면                                    | 국도 제33호선 구간                                                                      |
| 합천대교                          |                                                  | 합천군        | 대양면                                    | 국도 제33호선 구간                                                                      |
| 합천읍                            |                                                  | 합천군        |                                           | 국도 제33호선 구간                                                                      |
| 교동 교차로                       | 국도 제24호선 (금양 ~ 대양간 도로) 강변로 옥산로 | 합천군        | 국도 제24, 33호선 구간                    |                                                                                         |
| 신소양교 소양육교                 |                                                  | 합천군        | 국도 제24, 33호선 구간                    |                                                                                         |
| 금양 교차로                       | 국도 제24호선 지방도 제1034호선 (대야로)         | 합천군        | 국도 제24, 33호선 구간                    |                                                                                         |
| 금양 교차로                       | 국도 제24호선 지방도 제1034호선 (대야로)         | 합천군        | 국도 제33호선 구간 지방도 제1034호선 구간 |                                                                                         |
| 금양교                            |                                                  | 합천군        |                                           |                                                                                         |
| 율진 교차로                       | 지방도 제1034호선 (제내로) 대야로                | 합천군        | 율곡면                                    |                                                                                         |
| 율진육교 율곡교 학산육교 와리육교 |                                                  | 합천군        | 율곡면                                    | 국도 제33호선 구간                                                                      |
| 노양 교차로                       | 지방도 제1084호선 (노양길) 대야로                | 합천군        | 율곡면                                    | 국도 제33호선 구간                                                                      |
| 원촌육교                          |                                                  | 합천군        | 율곡면                                    | 국도 제33호선 구간                                                                      |
| 지릿재터널                        |                                                  | 합천군        | 율곡면                                    | 합천 방면 연장 600m 산청 방면 연장 618m                                                 |
| 가야로와 직결                     |                                                  |               |                                           |                                                                                         |

## 주요 건물 및 시설
- 합천축산폐수공공처리장 (경상남도 합천군 대양면 합천대로 2586-35)